# 昭栄信号場

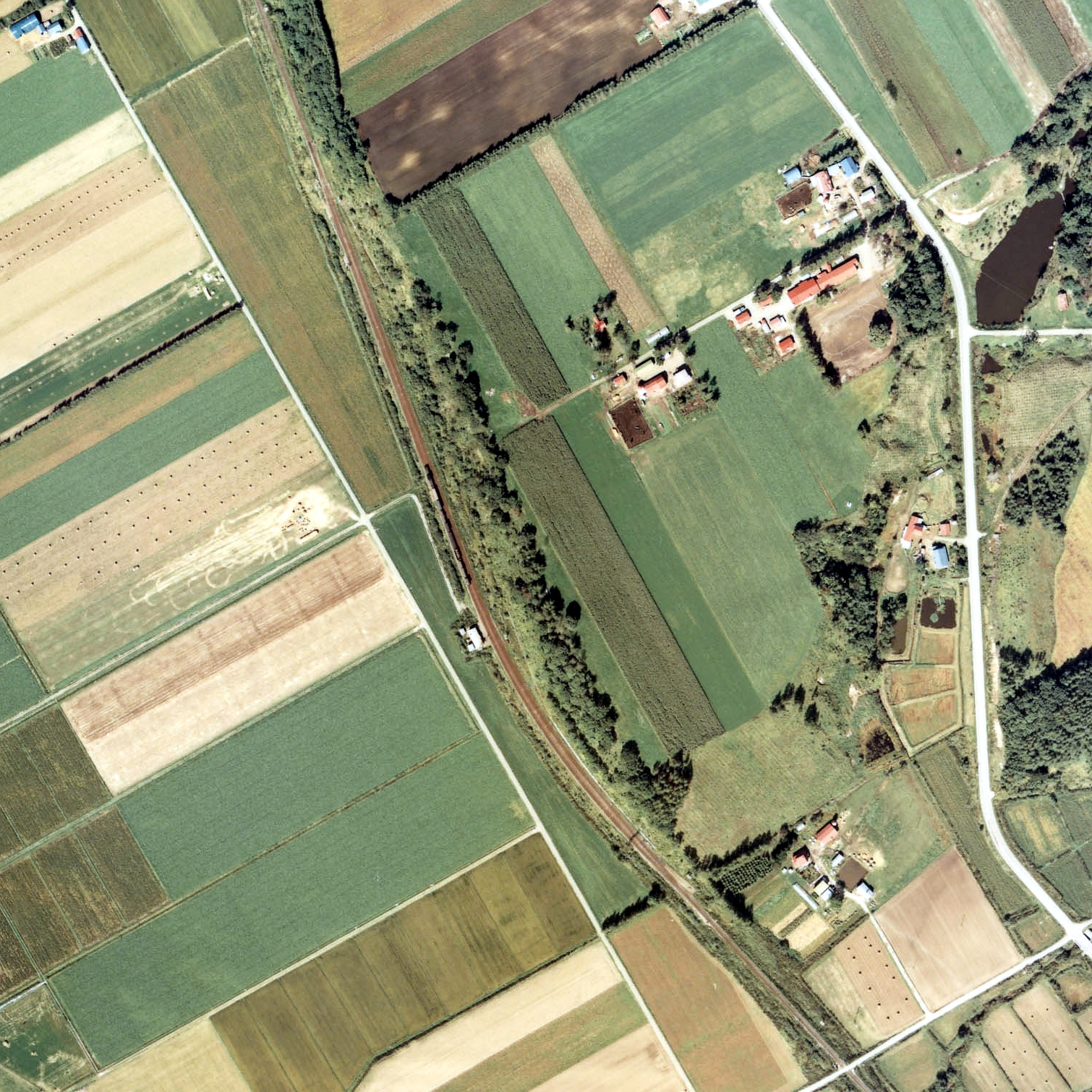
1977年の昭栄信号場と周囲約750m範囲。下が根室方面。

昭栄信号場（しょうえいしんごうじょう）は北海道中川郡池田町字昭栄にある北海道旅客鉄道（JR北海道）根室本線の信号場である。事務管理コードは▲110464。

## 歴史
- 1966年（昭和41年）9月27日：日本国有鉄道の信号場として開業[1][3]。係員配置。
- 1971年（昭和46年）
  - 5月1日：根室本線CTC-4型を上落合信号場 -  当信号場間に導入し、無人化[4]。
  - 8月1日：根室本線CTC-4型を当信号場 - 新富士駅間に導入[4]。
- 1987年（昭和62年）4月1日：国鉄分割民営化によりJR北海道に継承[1]。
- 1996年（平成8年）度：石勝線・根室線高速化工事に伴い同年度に分岐器を弾性分岐器に交換[5]。

## 構造
2線を有する単線行き違い型の信号場。一線スルー化はされておらず、信号構造上どちらの線路も上下線が使用できるようにはなっているが、原則建物側の1番線を上り列車（池田方面）、2番線を下り列車（釧路方面）が通過する。
|  |  |

## 周辺
北海道道73号と北海道道882号に挟まれた場所に位置する。線路を挟んだ北海道道73号側に小さな集落があり、昭栄神社が建てられている。

## 隣の駅
北海道旅客鉄道（JR北海道）
■根室本線
池田駅 (K36) - （昭栄信号場） - 十弗駅 (K37)